# 田野秀康
田野 秀康（たの しゅうこう、1950年 - ）は、日本のフルート奏者。岩手県出身、大阪府堺市南区在住。

## 略歴
横浜商科大学卒業後、NHK教育テレビ『フルート教室』にレギュラー出演。1974年に東京芸術大学音楽学部に入学後、ドイツのエッセン音楽大学に留学。卒業して帰国後は盛岡大学の助教授として指導し、1997年に拠点を堺市に移す。
現在は大阪府堺市南区在住で、日本福音教会堺福音教会教会員。妻の田野道子もフルート奏者で、夫婦でプロテスタント教会中心にコンサート活動を行っている。

## CD
- ジョイ・フルート
- フルート・プレイズ